# Il cavaliere nero
Il cavaliere nero (titolo originale Vagabond) è un romanzo di Bernard Cornwell, ed è il secondo libro della trilogia Alla ricerca del Santo Graal.
Il libro è stato tradotto in portoghese, ungherese, turco, russo, tedesco, polacco, croato, ceco, spagnolo, italiano. In lingua originale, le riedizioni e ristampe sono state molto numerose.

## Trama
Il romanzo è ambientato nell'Europa del XIV secolo (più di preciso nel 1346-47), nelle regioni francesi della Bretagna, della Normandia e al confine dell'Inghilterra con la Scozia, e inizia con la battaglia di Neville's Cross e finisce con la sconfitta dell'esercito francese guidato da Carlo di Blois a la Roche-Derrien.

### Prima parte "Frecce sulla collina"
Thomas di Hookton, un arciere inglese e figlio illegittimo di un prete di una nobile famiglia, si reca verso il nord del Regno Unito insieme alla sua donna Eleonor e padre Hobbe, per cercare il Graal per ordine di Edoardo III d'Inghilterra. Thomas sta andando a Durham per interrogare fra Collimore, un conoscente di suo padre Ralph Vexille che molto probabilmente aveva posseduto il Graal. Arrivato in città, si trova nel mezzo di una battaglia tra inglesi e scozzesi. Thomas decide di prendervi parte mentre Eleonor e padre Hobbe entrano nella città per parlare con fra Collimore. I due lo trovano in compagnia di un prete, Bernard de Taillebourg, e Guy Vexille, il cugino di Thomas, anche loro sulle tracce del Graal.
Intanto, sfruttando al massimo la potenza dei loro arcieri, gli inglesi battono gli scozzesi e riescono persino a catturare il loro sovrano David II. Dopo la battaglia, Thomas trova i suoi amici e fra Collimore morti in prossimità della cattedrale.

### Seconda parte "L'assedio invernale"
Thomas scrive una lettera a Sir Guillaume, il padre di Eleonor, per informarlo della morte della figlia. Sir Guillaume gli invia a sua volta un messaggio nel quale dice che vendicherà a ogni costo la sua morte, ma anche che Evaque, la sua roccaforte, è sotto assedio da parte del conte di Countances, e che lui è accusato di tradimento. Thomas e un suo compagno, Robbie, raggiungono così Evaque, in Normandia, e aiutano Sir Guillaume a scappare in Bretagna per giurare fedeltà agli inglesi che avevano conquistato quelle terre. I tre decidono di rifugiarsi alla Roche-Derrien, dove l'arciere rincontra alcune vecchie conoscenze tra cui Jeanette Chemier, contessa di Armorica, un tempo amante di Thomas e conosciuta dopo la conquista di quello stesso castello.
Durante una delle razzie degli inglesi, Thomas viene catturato dal cugino Guy Vexille, il quale riesce a raccogliere informazioni utili per trovare il Graal torturandolo. Dopo alcuni giorni, Thomas viene finalmente liberato grazie ad un riscatto.

### Terza parte "Il coppiere del re"
L'arciere inglese torna alla Roche-Derrien un po' "ammaccato" dalle torture, quando arriva la notizia che il condottiero francese Charles de Blois sta radunando un esercito per cacciare gli Inglesi dalla regione. Da abile stratega, de Blois organizza un piano per attirare l'esercito inglese in aiuto alla Roche-Derrien, per poi annientarlo con una trappola ben organizzata.
L'esercito inglese, capitanato da Sir Thomas Dagwort, cade nella trappola come previsto, ma grazie all'intervento dei soldati del castello assediato ribalta le sorti della battaglia e la vince. Thomas però sa che deve proseguire il suo viaggio per terminare il compito affidatogli dal padre, ovvero trovare il Graal, o per lui non ci sarà mai pace.

## Edizioni in italiano
- Bernard Cornwell, Il cavaliere nero, traduzione di Donatella Cerutti Pini, La Gaja scienza, Longanesi, 3 ottobre 2003,  p. 492, ISBN 9788830420847.
- Bernard Cornwell, Il cavaliere nero, traduzione di Donatella Cerutti Pini, Teadue, TEA, 2004,  p. 490, ISBN 9788850207145.
- Bernard Cornwell, Il cavaliere nero, traduzione di Donatella Cerutti Pini, Best TEA, TEA, 17 luglio 2014,  p. 484, ISBN 9788850236770.
- Bernard Cornwell, Il cavaliere nero, traduzione di Donatella Cerutti Pini, Tea più, TEA, 12 novembre 2020,  p. 496, ISBN 9788850258444.